# Independence (Iowa)
Pour les articles homonymes, voir Independence.
La ville d’Independence est le siège du comté de Buchanan, dans l’État de l’Iowa, aux États-Unis. Elle comptait 5 966 habitants lors du recensement de 2010.

## Source
- (en) Cet article est partiellement ou en totalité issu de l’article de Wikipédia en anglais intitulé « Independence, Iowa » (voir la liste des auteurs).